# Halophila tricostata
Halophila tricostata är en dybladsväxtart som beskrevs av M.Greenway. Halophila tricostata ingår i släktet Halophila och familjen dybladsväxter. IUCN kategoriserar arten globalt som livskraftig.
Artens utbredningsområde är Queensland. Inga underarter finns listade.